# 快闪族
快閃族（亦稱快閃黨）是一群人透過互聯網或手提電話簡訊相約在指定時間和地點集合，然後一起做出一些特定的動作（例如拍手掌、叫口號等，一般是不违法却很引人注意的动作），又在短時間內若無其事般急速消失。這種行為被稱為「快閃行動」，可视为一种短暂的行为艺术。又有聪明市民（Smart citizens）、快闪暴走族、行动帮等稱呼。

## 名稱
据英语新造字和句子的网上字典Word Spy，“快闪党”（flash gang）是一群人在预先约定的地点集合，进行简短活动后迅速解散，flash gang来自两个相关用语。一个是flash crowd，意指一班人突然同时进入一个网站，通常是响应一些活动或宣布；另一个是smart citizens，意指一班意见相同的人在无领袖下利用先进科技，例如手机、email和网站组织发起集会。
中文名稱譯為「快閃」，源於粵語和閩南語，“闪”在粵語和闽南语中有躲开、让开的意思。

## 起源
快閃族若以形式上的快閃來說，最早可以追溯到明末的文人張岱。他於《陶庵梦忆·金山夜戲》提到，自己在崇禎二年中秋節后一夜晚上二更的時候，在金山寺的龍王殿中唱「韓蘄王金山及長江大戰」等戲曲，唱完就離開了。而近代快閃則起源于2003年5月美国纽约的曼哈顿，後來擴展至歐洲、亞洲等地。开先河的是美国纽约文化工作者比尔。他形容参加者都是“莫名其妙的一伙”。当他召集了570余人，在纽约时代广场的玩具反斗城中，朝拜一条机械恐龙，5分钟后众人突然迅速离去，“快闪族”因此而闻名。但他不承认是领袖，也不认为“快闪党”可席卷全球，因为整个意念由嬉戏开始，有的是纯为搞笑，有的被视为社会或政治活动。
“快闪族”一词最先在网站一篇题为的文中出现。“快闪党”活动策划人大多数匿名，各地不同。
霍华德·莱茵戈德，堪称快閃运动的旗手，正是他在理论上前瞻性的推动，使得“快闪暴走族”这一运动成为席捲全球的风潮。

## 各地快閃活動

### 中國大陸快閃活動
北京大学也出现了快闪族的活动。在三角地，一些人迅速聚集，打开伞，短暂时间后散开。
2008年3月30日和4月1日，北京数百名“快闪族”分别进行了两次定格表演。
世界青少年精英峰会即每年的中国区选拔营均会在营队城市展开快闪活动，例如2013年2月6日营员在上海人民广场地铁站附近举行了一次快闪活动。
其他曾被提出的行動有，在北京大兴采育镇镇政府中心外喊「我愛中国」、在某超級市場集體拍西瓜等。該行動被稱為全国首個成功的快閃行動。

### 台灣快閃活動
由台灣北部三大藝術大學科系（台師大、台藝大、北藝大），跨校組成快閃行動團體《節日快閃團》，於台北市信義商圈「新光三越」廣場A11地區，進行了「節日快閃運動：行憲紀念日快樂」的活動；活動主要以「慶祝行憲紀念日」為主，讓大家不但慶祝叮噹響亮耶誕節、甜蜜情侶閃光節，也能不忘同時慶祝一個對老一輩人來講很重要，卻易被年輕人忽略的，為紀念中華民國民国第一部憲法的行憲紀念日（每年12月25日）。
由新竹女中同學以及校友在大學校園、世界各地發起的「夏奇拉快閃」，活動內容主要為舞蹈表演。歌手夏奇拉的西文歌曲《Suerte》(英文版曲名：Whenever, Wherever)為新竹女中高三同學的運動會大會舞選用歌曲，舞蹈內容融合曼波舞、恰恰舞等拉丁舞舞步，舞風輕鬆活潑、廣受喜愛。每年11月(新竹女中校慶運動會前一個月)，畢業校友會在各大學校園內發起快閃表演活動，一同慶祝高中母校校慶。例如：新竹女中九十週年校慶全國夏奇拉快閃。
2010年8月15日，由批踢踢Perfume_desu板與PerfumeSound論壇共同組成Perfume快閃團，於台北捷運沿線進行舉辦六次快閃活動，地點分別在台北車站、台北西門町、台北東區、台北捷運淡水站、淡水區觀光夜市，表演現場聚集了許多路過的遊客在旁觀看。
2011年年底，寶島歌舞行動音樂劇團隊，到台灣各個縣市，進行與觀眾零距離的唱跳快閃（演唱 我的未來不是夢）。一路上遇見許多可愛民眾，讓團隊和表演者感受到直接的回饋熱情，更有許多民眾表達想要參與此活動的意願，掀起一股熱潮，也帶給大家歡樂與感動。
2013年6月15日，由知名歌手李建復、導演馬宜中等人在台北101美食街完成的「驚喜合唱101」，除了在現場令許多遊客叫好，同時在網路上也引起廣大迴響。「驚喜合唱101」表演內容為綠島小夜曲、茉莉花、高山青、望春風四首歌所組成之組曲，且合唱團及製作團隊多為志工，無盈利目的。影片在短短兩週內點閱突破101萬人次。影片除在YouTube網路影片平台播放，並在7月9日上傳至大陸新浪網及土豆網等知名網路影片平台，連同YouTube已有超過500萬人次。
2013年從台南起家的『FMT幸福in快閃』用各種不同類型的快閃在台灣各地出沒，讓快閃不單單只是舞蹈才能快閃，使快閃更添加一分色彩!
2017年 由 林靖晏 籌組之「百閃FM」，號召來自全臺各地之上百名樂手，其中包括了銅管,木管,弦樂,國樂,流行樂器,踢踏舞及現代舞者，於國慶日在臺北車站廣場演出由該團隊之音樂總監符家寶所編曲之「國慶百閃」(以國歌與國旗歌改編之樂曲)，並邀請偏鄉長流國小弦樂團北上一同參與活動，達成全臺灣快閃史上編制最豐富的紀錄，並有效促進音樂各圈交流及真正落實音樂無差別。
2019年2月2日，台南市政府消防局第五大隊歸仁分隊與歸仁區公所，在歸仁區有菜市場進行快閃防火宣導，出動6面旗幟、2具A級防護衣改造之標語太空寶寶向民眾宣導農曆年節用火用電、早期預防之住宅用火災警報器、防災儲糧的概念，現場迴響熱烈並引起合照的人潮，為台灣史上首度防火防災宣導之快閃活動。

## 影视相关
舞力全開4 3D中，快閃黨做過多次快閃活動。